# 新南福島
新南福島（しんみなみふくしま）は、徳島県徳島市の町名。現行行政地名は新南福島一丁目及び新南福島二丁目。2025年1月現在の徳島市の調査による人口は549人、世帯数は289世帯。郵便番号は〒770-0867。

## 地理
徳島市中心街の東に位置し、渭東地区に属している。吉野川デルタ南部の一角をなし、南を新町川・西を福島川・北を住吉島川・東を沖洲川で囲まれた中州の南西岸を占める。東西に細長く、西半が一丁目・東半が二丁目である。一丁目のみが川に面する。
北は福島新橋から伸びる市道で福島と接する。西は福島川（助任川下流）で、2本の橋で中洲町と繋がる。東は新町川で、対岸は万代町だが、この部分に橋はない。南東へは、かつて新町川の支流だった水路で末広と接している。
昔からの職人町で、徳島県の伝統的地場産業である木工業の中心地として、家具・建具・鏡台などの木工業者が軒を並べている。町内の道は古くからの狭い道だったので、南の新町川沿いにあるみなと公園（ケンチョピア）に並行して中洲方面と末広・南沖洲を結ぶ徳島県道190号徳島港線が開かれた。

### 河川
- 福島川
- 新町川

## 歴史
徳島城築城時、新町川沿いに石垣を築いたことから、築地と呼ばれた。東隣の大工島（現 大和町）と共に、船大工などの工人が住んだ。
市中心部の内町地区に行くには北の福島本町（現 福島）の福島橋を通るか現福島新橋の位置から出ていた渡船を利用する必要があったが、1930年福島新橋、1993年中洲みなと橋が架かり、直接に結ばれた。
福島新橋開通後の町割では、現新南福島は、橋から東進する市道の両側にあった福島新橋（地名）の南半と、新町川河岸の南福島町だった。共に1～3丁目があった。1966年に現在の丁目となった。

## 交通

### バス
- 徳島市営バス
  - 福島新橋
  - 南福島町

### 道路
- 徳島県道190号徳島港線

### 橋梁
| 橋           | 川     | 丁目  | 対岸   | 道路                  |
| ------------ | ------ | ----- | ------ | --------------------- |
| 福島新橋     | 福島川 | 1丁目 | 中洲町 |                       |
| 中洲みなと橋 | 福島川 | 1丁目 | 中洲町 | 徳島県道190号徳島港線 |